# میدان نفتی کوپال
میدان نفتی کوپال از میدان‌های نفتی ایران است، که در استان خوزستان و بخش‌هایی از آن در محدوده شهرستان هفتکل قرار دارد. طول این میدان ۳۹ کیلومتر و عرض آن ۴ کیلومتر است. ظرفیت تولید نفت خام میدان کوپال به‌طور متوسط معادل ۹۱ هزار بشکه در روز است، که از طریق ۳۲ حلقه چاه فعال در دو مخزن آسماری و بنگستان این میدان انجام می‌گیرد. از این میدان روزانه ۲ هزار بشکه میعانات گازی نیز تولید می‌شود.
میدان نفتی کوپال در سال ۱۳۴۴ توسط شرکت اکتشاف و تولید نفت ایران کشف شد و در سال ۱۳۵۰ بهره‌برداری از آن آغاز گردید. مخازن این میدان در حدود ۵ میلیارد و ۶۰۰ میلیون بشکه نفت درجای اولیه دارند و تاکنون تعداد ۴۸ حلقه چاه نفت در میدان کوپال حفاری شده است. این میدان نفتی در حوزه عملیاتی شرکت ملی مناطق نفت‌خیز جنوب قرار دارد، که عملیات استخراج از آن توسط شرکت بهره‌برداری نفت و گاز مارون انجام می‌شود.